# 國民革命軍
國民革命軍成立於1925年6月，由广州革命政府所屬的軍隊改編而來:2012。此後「國民革命軍」一直是規範的稱謂；但由於是國民黨領導的軍隊，中国共產黨習慣上稱之為「國民黨軍」，有時簡稱「國軍」:2。
國民革命軍建軍之初，將領和軍官均由中國國民黨在廣州創設的黃埔軍校加以培養訓練。國民革命軍是國民政府进行北伐的主要武裝力量。1928年，國民革命軍北伐完成，正式統一中國，國民政府定於一尊，國民革命軍也被稱為國民政府軍，簡稱「國軍」或「國府軍」，期間經歷第一次國共內戰、中国抗日战争、第二次國共內戰等戰爭。1947年，《中華民國憲法》正式頒布，實施軍隊國家化，國民革命軍成為中華民國國軍，多簡稱「國軍」。儘管如此，憲法施行後仍多次稱其為「國民革命軍」。

## 歷史

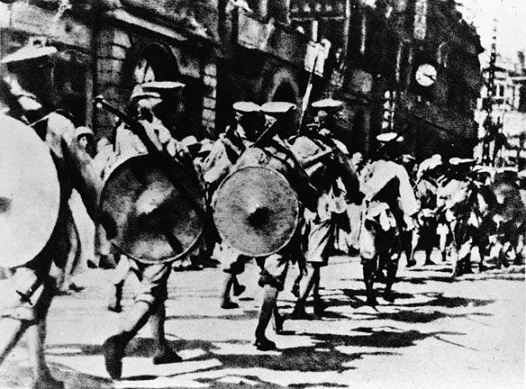
1927年北伐時國民革命軍接管位于湖北的英國租界

### 中國國民黨军队
國民革命軍成立前，在廣州以孫中山為總統的護法軍政府，其武力基礎是獨立諸省的地方軍閥，孫中山本人並無軍事實力，1922年六一六事變後，孫中山有感軍閥不服從其命令，決定建立一批軍事武力效忠于他和中國國民黨。
1924年1月20日，中國國民黨第一次全國代表大會決議開辦軍官學校，創立黨軍。宣布實行聯俄容共政策，並發表《中國國民黨第一次全國代表大會宣言》。在蘇聯援助下，中國國民黨得以組建軍校，發展自身的軍事武力。1924年5月，蘇聯紅軍帕维尔·安德烈耶维奇·帕夫洛夫（漢名高和羅夫）到達廣州，受聘孫中山首席軍事顧問、黃埔軍校軍事總顧問兼軍事顧問團團長。孫中山在蘇聯支持下在廣州創立黃埔軍校:2。5月2日，孫中山特任蔣介石為軍校校長，5月9日任廖仲愷為軍校黨代表並籌集軍校經費。由黃埔軍校師生組成的「校軍」後來改稱黨軍:2。10月，黄埔军首战，参与广州商团事变中的战斗。1925年2月，陳炯明從東江流域进攻，建國粵軍、黨軍和滇、桂軍東征陳炯明，成功擊潰渠陳炯明的殘部洪兆麟。
6月15日，國民黨中央會議決定，將各地建國軍和黨軍改稱為國民革命軍:2。7月5日，依「軍事委員會組織法」，確定「以黨建軍」、「以黨治軍」原則，規定國民政府軍事委員會受中國國民黨之指導及監督管理:27。7月，國民政府在廣州成立:2。同年7月，依國民政組織法建置軍事部，部長許崇智，職掌⑴國民政府外軍事代表；⑵國民政府之軍事工作，及軍事問題議決案之代表說明者；⑶指揮各省軍事廳之工作；1926年12月裁撤:28。8月18日，國民政府軍事委員會將轄下各地方軍隊名目取消，統一名為「國民革命軍」，簡稱「國軍」，轄第一、二、三、四、五、六等六個軍:2012。由黃埔軍校畢業軍官組成的黃埔軍校校軍為國民革命軍第一軍，軍長蔣介石。「建國湘軍」為國民革命軍第二軍，「建國滇軍」改為國民革命軍第三軍，「建國粵軍第一師」為國民革命軍第四軍，「建國粵軍第三軍」為國民革命軍第五軍。起初，國民革命軍依照蘇聯體制，在軍、師兩級設黨代表及政治部。
為了彌補軍力差距，國民政府不斷納降改編，吸收各地軍事武力。1926年1月，收編湖南「攻鄂軍」，與「警衛軍」（軍長吳鐵城），和建國軍「潮梅軍」（軍長羅翼群）等合組為國民革命軍第六軍，軍長程潛。3月，收編廣西新桂系為國民革命軍第七軍，軍長李宗仁。6月，湖南唐生智部隊敗於吳佩孚而加入國民政府，改编為國民革命軍第八軍。6月5日，依「國民革命軍總司令部組織大綱」正式成立國民革命軍司令部，規定：「凡國民政府下之陸海空各軍均歸其統轄」，「總司令對國民政府與中國國民黨，在軍事上須完全負責」，「總司令兼任軍事委員會主席」；轄參事廳、政治部、辦公廳、衛士團等:28。蔣中正任總司令，李濟深為參謀長，白崇禧任參謀次長代理參謀長，鄧演達為政治部主任，周恩來為政治部副主任。
1926年7月誓師北伐時，國民革命軍編有八個軍，約十萬人:2012。

### 北伐战争

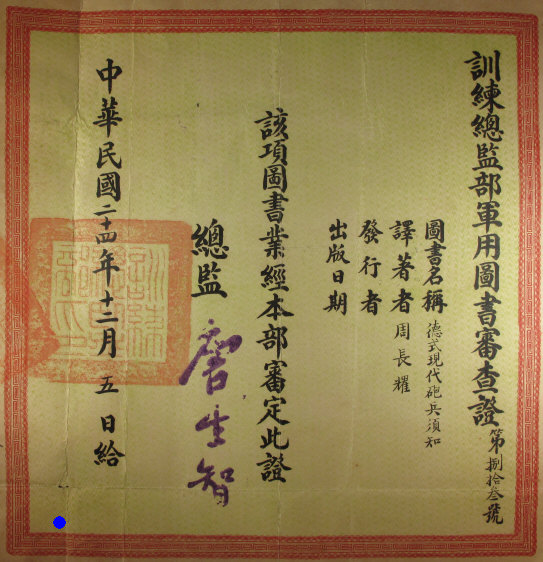
國民政府軍事委員會訓練總監部軍用圖書審查證

北伐初期，國民革命軍的四、七、八軍分別在湖南、湖北擊敗吳佩孚；二、三、六軍進攻江西最初受挫。1926年12月，國民革命軍總司令部移設於南昌:12。1927年1月调整战略，七軍从江左，二、六軍从江右，分兵向江西及长江下游挺进，三、一军合击浙江，挺进上海。3月11日第二屆三中全會，為提高黨權，免去蔣軍事委員會主席，與國民革命軍總司令職:28。至4月军阀孙传芳主力被击溃。國民革命軍取得北伐戰爭勝利:2012。4月17日，中國國民黨中央執委會第七十四次政治會議，決定奠都南京:28。
1927年4月26日發生寧漢分裂，清除中國國民黨內的中國共產黨黨員，並在各地大規模捕殺中國共產黨分子，國民革命軍北伐一度中斷。國、共兩黨因而正式決裂，開展長達十年的武裝衝突。中國國民黨分裂成左派的武漢及右派的南京兩個國民政府。以蔣中正為首的右派在南京成立政府，開始清黨，將中國共產黨黨員從軍隊內清除，並且取消國民革命軍內黨代表及政治部編制。國民革命軍開始被中國共產黨稱為蔣軍，中國共產黨指責國軍已成為「新軍閥」蔣中正工具。至7月15日，武漢政府分共，8月19日武漢中國國民黨中央黨部及國民政府發表遷都南京，又合而為一:28。8月，蔣中正辭去總司令職。孫傳芳乘機反攻，被李宗仁、何應欽、白崇禧在南京龍潭擊敗。
1928年1月，蔣中正復出。支持北伐的馮玉祥手下的國民軍，及閻錫山手下的北方革命軍都得到番號。國軍編為第一、二、三、四集團軍，分別由蔣中正、馮玉祥、閻錫山及李宗仁任司令；蔣中正為總司令。6月，張作霖退出山海關外，被日本關東軍在皇姑屯站炸死。國軍進至北京。12月，張學良東北易幟，名義上歸順，北伐宣佈成功。

### 军事整合
北伐时期随着战争进展，扩编为49个军，19个独立师。
在1928年7月國民政府開始研究裁兵時，屬國民革命軍名下軍隊，有84個軍約300個師，共220萬人。當中尚未包括中國東北地區、四川及雲南等地部隊。而且軍隊質素非常參差，不少是投誠及收編而成。1928至1929年曾開始編遣工作，計劃將國民革命軍縮編成六十五個師共八十萬人，亦有訂明國軍最高指揮權在國民政府。但不久革命軍內實力軍人即互以兵戎相見，先後發生蔣桂戰爭（參看李宗仁）、中原大戰等多場國民黨內戰，加上對共產黨圍剿及用兵，編遣計劃及軍隊國家化的計劃遂無疾而終。
1935年之後，中國共產黨在被圍剿下遭到重創，各地軍閥在多次衝突失敗後大多服從國民政府的指揮，中國局勢暫時處於平息；為應对日本威脅逐步上升，國民政府在德國军事顧問建議下，制定國軍編遣計畫，預定將體制混亂、編制五花八門的各類師團統一調整，並配發新式武器裝备及德國军事訓練，来強化戰鬥力。整編目標計劃將當時全國正規軍力縮減成60個師約70萬人，這項工作以中央軍優先進行。到1937年對日抗戰前，已完成20個師整編，最後因對日抗戰爆發而被迫中斷。不過，這項調整師編制仍成功推廣到各系軍隊之中。抗戰以後，師團都是以這套調整師體制，進行整補與戰力規劃。

### 抗日战争
1937年，中國抗日戰爭全面爆發後，國軍大幅擴編。当年中共领导的红军亦相继归入国军编制，改编为八路军、新四军，但通常不归入国军阵营。至1945年，國軍共有120個軍、354個師，此外尚有獨立旅、獨立團等。據統計，八年抗戰中，國軍中陸軍伤亡將士三百萬人以上，當中將級軍官阵亡已超過二百名，中下級軍官更大幅傷亡。此外，抗戰期間國軍亦首次離開中國，組成中國遠征軍，到緬甸與印度的英軍共同作戰，且亦屢有勝果。
1944年底，已从战前的191个师发展到350个师（步兵115个军328个师含4个补训总处，骑兵5个军22个师），但全军作战部队缺额69万余人，占编制数的21%。1945年开始全军整编，至年底完成，共裁撤了38个军，新建4个军，保留了89个军；裁撤119个师，新建13个师，保留256个师。军事机构从4268个裁去1471个；军事学校由93所裁去69所，新增5所。总计裁减100万人，军队总数从590万人下降到490万人。按计划，各战区每3个军裁去1个军，辖3个师的军应裁去1个师，辖2个师的军应各裁去1个团并由他部调入充实。
| 佟麟阁 | 上将（追授）     | 29军副军长                | 1937年7月28日  | 河北南苑       | 卢沟桥事变     |
| 赵登禹 | 上将（追授）     | 132师师长                 | 1937年7月28日  | 河北南苑       | 卢沟桥事变     |
| 郝梦龄 | 上将（追授）     | 9军军长                   | 1937年10月16日 | 山西忻口       | 忻口戰鬥       |
| 刘家麒 | 中将             | 54师师长                  | 1937年10月16日 | 山西忻口       | 忻口戰鬥       |
| 吴克仁 | 中将             | 67军军长                  | 1937年11月9日  | 江苏松江       | 淞沪会战       |
| 高志航 | 空军少将（追授） | 空军驱逐机司令            | 1937年11月21日 | 河南周家口     |                |
| 夏国璋 | 中将             | 172师副师长               | 1937年11月21日 | 浙江湖州吴兴   | 淞滬會戰       |
| 吴国璋 | 中将             | 75师副师长                | 1937年11月26日 | 浙江湖州       |                |
| 饶国华 | 上将（追授）     | 145师师长                 | 1937年11月30日 | 安徽广德       | 被围自戕       |
| 萧山令 | 中将             | 宪兵副司令                | 1937年12月12日 | 南京           | 南京保衛戰自戕 |
| 姚中英 | 少将             | 156师参谋长               | 1937年12月12日 | 南京           | 南京保衛戰     |
| 司徒非 | 少将             | 160师参谋长               | 1937年12月12日 | 南京           | 南京保衛戰     |
| 刘震东 | 中将             | 第五战区第二路游击司令    | 1938年2月22日  | 山东莒县       |                |
| 王铭章 | 上将（追授）     | 122师师长                 | 1938年3月17日  | 山东滕县       | 徐州会战       |
| 邹绍孟 | 少将             | 124师参谋长               | 1938年3月17日  | 山东滕县       | 徐州会战       |
| 赵渭滨 | 少将             | 122师参谋长               | 1938年3月17日  | 山东滕县       | 徐州会战       |
| 范庭兰 | 少将             | 豫北别动队第五总队总队长  | 1938年3月28日  | 河南修武       |                |
| 刘桂五 | 少将             | 骑兵第六师师长            | 1938年4月22日  | 綏遠武川       |                |
| 周元   | 中将             | 173师副师长               | 1938年5月9日   | 山东蒙城       | 徐州会战       |
| 李必藩 | 中将             | 23师师长                  | 1938年5月14日  | 山东菏泽       | 自戕           |
| 黄启东 | 少将             | 23师参谋长                | 1938年5月14日  | 山东菏泽       | 自戕           |
| 方叔洪 | 中将             | 114师师长                 | 1938年6月      | 山东菏泽冯家场 |                |
| 傅忠贵 | 少将             | 鲁北游击司令              | 1938年9月23日  | 山东           |                |
| 冯安邦 | 中将             | 42军军长                  | 1938年11月3日  | 湖北襄阳       |                |
| 林英灿 | 少将             | 152师副师长               | 1939年1月13日  | 广东清远       |                |
| 李巩良 | 中将             | 军训部辎重总监            | 1939年3月7日   | 陕西西安       |                |
| 张谞行 | 中将             | 第一战区副参谋长          | 1939年3月7日   | 陕西西安       |                |
| 王禹九 | 少将             | 79军参谋处长              | 1939年3月26日  | 江西高安       |                |
| 陈安宝 | 中将             | 29军军长                  | 1939年5月6日   | 江西龙里       |                |
| 唐聚五 | 少将             | 东北游击司令              | 1939年5月18日  | 河北迁安       |                |
| 韩炳宸 | 少将             | 山东第十三区保安副司令    | 1939年1月9日   | 山东莱阳       |                |
| 马玉仁 | 中将             | 江苏第一路游击司令        | 1940年1月3日   | 江苏望乡台     |                |
| 丁炳权 | 中将             | 197师师长                 | 1940年1月25日  | 江西武宁       |                |
| 郑作民 | 中将             | 2军副军长                 | 1940年2月3日   | 广西昆仑       |                |
| 钟毅   | 中将             | 173师师长                 | 1940年5月9日   | 湖北苍台       | 自戕           |
| 张自忠 | 二級上将(追授)   | 33集团军总司令            | 1940年5月16日  | 湖北南瓜店     |                |
| 张敬   | 少将             | 33集团军高参              | 1940年5月16日  | 湖北南瓜店     |                |
| 戴民权 | 中将             | 豫南游击第五纵队司令      | 1940年5月      | 河南遂平       |                |
| 王竣   | 中将             | 新27师师长                | 1941年5月9日   | 山西台寨       |                |
| 梁希贤 | 少将             | 新27师副师长              | 1941年5月9日   | 山西台寨       | 自戕           |
| 陈文杞 | 少将             | 新27师参谋长              | 1941年5月9日   | 山西台寨       |                |
| 唐淮源 | 上将             | 3军军长                   | 1941年5月12日  | 山西悬山       | 自戕           |
| 寸性奇 | 中将             | 12师师长                  | 1941年5月13日  | 山西毛家湾     | 自戕           |
| 金崇印 | 少将             | 17军参谋长                | 1941年9月16日  | 山西横水镇     |                |
| 石作衡 | 中将             | 70师师长                  | 1941年9月6日   | 山西绛县       |                |
| 赖传湘 | 中将             | 190师副师长               | 1941年9月24日  | 湖南梁家段     |                |
| 朱实夫 | 少将             | 新3师副师长               | 1941年9月25日  | 甘肃           |                |
| 李翰卿 | 中将             | 57师步兵指挥官            | 1941年9月27日  | 江西上高       |                |
| 武士敏 | 中将             | 98军军长                  | 1941年9月29日  | 山西东峪       |                |
| 朱世勤 | 中将             | 暂30师师长                | 1942年5月4日   | 山东潘庄       |                |
| 郭子斌 | 少将             | 暂30师副师长              | 1942年5月4日   | 山东潘庄       |                |
| 左权   | 少将             | 18集团军副总参谋长        | 1942年5月25日  | 山西辽县       |                |
| 戴安澜 | 中将             | 200师师长                 | 1942年5月26日  | 缅甸茅邦村     |                |
| 王凤山 | 少将             | 暂45师师长                | 1942年6月23日  | 山西张翁村     |                |
| 胡义宾 | 少将             | 96师副师长                | 1942年7月      | 缅甸埋通       |                |
| 张庆澍 | 少将             | 鲁苏战区高参              | 1942年8月      | 山东唐王山     |                |
| 周复   | 中将             | 鲁苏战区政治部主任        | 1943年2月21日  | 山东城顶山     |                |
| 张少舫 | 少将             | 113师参谋长               | 1943年2月21日  | 山东城顶山     |                |
| 高道先 | 少将             | 山东铁道破坏总队长        | 1943年5月      | 山东           |                |
| 江春炎 | 少将             | 114师参谋长               | 1943年7月4日   | 山东邹县       |                |
| 彭士量 | 中将（追授）     | 暂5师师长                 | 1943年11月15日 | 湖南常德石门   |                |
| 许国璋 | 中将             | 150师师长                 | 1943年11月21日 | 湖南诹市       | 自戕           |
| 孙明瑾 | 中将             | 预10师师长                | 1943年12月1日  | 湖南常德       |                |
| 柴意新 | 中将（追授）     | 74軍58師參謀長兼169團團長 | 1943年12月3日  | 湖南常德       |                |
| 卢广伟 | 少将             | 骑8师副师长               | 1944年5月5日   | 安徽颍上       |                |
| 李家钰 | 上将             | 36集团军总司令            | 1944年5月21日  | 河南秦家坡     |                |
| 陈绍堂 | 少将             | 104师步兵指挥官           | 1944年5月21日  | 河南秦家坡     |                |
| 周鼎铭 | 少将             | 36集团军副官处长          | 1944年5月21日  | 河南秦家坡     |                |
| 王剑岳 | 少将             | 8师副师长                 | 1944年6月10日  | 河南灵宝       |                |
| 王甲本 | 中将             | 79军军长                  | 1944年9月7日   | 湖南东安       |                |
| 阚维雍 | 中将（追授）     | 131师师长                 | 1944年11月10日 | 广西桂林       | 自戕           |
| 陈济恒 | 中将             | 桂林防守司令部参谋长      | 1944年11月10日 | 广西桂林       | 自戕           |
| 吕旃蒙 | 少将（追授）     | 31军参谋长                | 1944年11月10日 | 广西桂林       |                |
| 齐学启 | 中将             | 38师副师长                | 1945年5月13日  | 缅甸仰光       |                |
| 胡旭盱 | 少将             | 第三战区第一突击队司令    | 1945年6月      | 浙江孝丰       |                |

### 軍隊國家化
依照1947年制定之中華民國憲法规定，軍隊不受任何黨派的控制，以中華民國總統兼任三軍統帥。其全称是中華民國國軍，并在1947年将国军移交行宪后的中華民國國防部指挥。
1946年2月，国民政府在南京召开军队整编会议，通过了《关于变更军事体制和军事委员会及其所属一切军事机构的议案》。该案决定在国民政府主席下设置国防部，为最高军事领导机构，在组织编制上设有6厅7局。其中，6个厅分别具体分管：人事、情报、计划、作战、训练、研究；7个局则分别具体分管：新闻、民军、保安、预算、史料、警察、兵役。除国防部外，另设参谋总长。在部队的编制体制上，决定将战区机构改为绥靖主任公署；集团军改为整编军；军缩编为整编师，师缩编为辖3个团的整编旅；裁减新编师、暂编师、预备师等番号。在美國斡旋下，國民政府（國民黨）與共產黨在1946年2月在重慶簽署《軍隊整編及統編中共部隊為國軍之基本方案》。方案規定全12個月內將中國軍隊減為108個師，90個師為國民黨，18個師為共產黨。之後再在六個月縮編為國民黨50個師，共產黨10個師。根据整编会议确定的方针，1946年6月1日，国民政府将军事委员会和军政部正式改组为国防部，掌管全国军政事务，国防部下辖陆军、海军、空军、联合后勤4个总司令部；武汉、北平、西北、东北、广州5个行营；徐州、郑州、衢州等“绥靖”公署以及重庆行辕、第2战区、台湾警备总司令部和第79军等直属军政机关和部队。撤销了抗战时期成立的中国陆军总司令部，并改为陆军总部。但是整軍尚在開始階段時，1946年6月全面内战爆发后，将军队总数减少了三分之一，由抗战胜利之初的113个步兵军，精简整编为86个整编师（军），248个旅，其中86个整编师中有美械、半美械装备的22个师。
1947年起，各地中國共產黨軍隊不再附屬于中華民國國軍，改稱中國人民解放軍。1948年國民政府改組為中華民國政府，隨後中華民國國軍在大陸被中國人民解放軍擊敗，國軍餘部隨著中華民國政府撤往臺灣，在中國大陸的歷史亦告一段落。

## 组织

### 军阶
| 官等   | 官階     | 兵种       | 領章 |
| ------ | -------- | ---------- | ---- |
| 將官   | 特級上將 |            |      |
| 將官   | 一級上將 |            |      |
| 將官   | 二級上將 |            |      |
| 將官   | 中將     |            |      |
| 將官   | 少將     |            |      |
| 校官   | 上校     | 炮兵       |      |
| 校官   | 中校     | 骑兵       |      |
| 校官   | 少校     | 宪兵       |      |
| 尉官   | 上尉     | 军乐       |      |
| 尉官   | 中尉     | 炮兵       |      |
| 尉官   | 少尉     | 测绘       |      |
| 准軍官 | 准尉     | 骑兵       |      |
| 士官   | 上士     | 军需       |      |
| 士官   | 中士     | 军医       |      |
| 士官   | 下士     | 通讯       |      |
| 士兵   | 上等兵   | 工兵       |      |
| 士兵   | 一等兵   | 机械化部队 |      |
| 士兵   | 二等兵   | 宪兵       |      |

- 北伐成功後國民政府起初沿用了北洋時期的軍階制度。
- 1931年4月國民政府公佈了《陸空軍軍官佐士兵等級表》：
  - 軍官分為將官、校官、尉官三等，各官等又分上、中、少三級（少尉之下另設准尉）。
  - 軍佐改用與兵科相同的三等九級名稱。
  - 軍士分為：上士、中士、下士
  - 士兵分：上等兵、一等兵、二等兵。
  - 明確設立了空軍軍階等級。
- 1935年國民政府公佈《陸海空軍官制表》、《陸海空軍士兵等級表》，重新制定陸、海、空軍軍階等級：
  - 軍官和軍佐冠以所屬軍種。
  - 三軍軍佐均分為監、正、佐三等，相當於將、校、尉：
    - 「監」分為總監、監，相當於中將、少將。
    - 正、佐均分為一等、二等、三等，相當於校、尉的上、中、少三級。
    - 軍佐以專業名稱加以區分，如：相當於現今「海軍軍醫上校」的「海軍一等軍醫正」。
    - 軍士除空軍機械、通信、攝影、測候等專業的軍士分為一等軍士、二等軍士、三等軍士，其餘與前制相同。
- 1935年3月，國民政府區分上將為特級[21]、一級、二級。
- 特級上將從設立至2000年廢除，僅授予1935年時任國民政府軍事委員會委員長的蔣中正一人；大陸時期一共授予陸軍一級上將10名、海軍一級上將1名，除了蔣中正嫡系的何應欽、陳誠，其餘皆是獨霸一方的地方勢力[22]。

- 1936年起，由於上將員額有限，合於晉升二級上將規定的陸軍中將，可以加上將階[23]，其服制同二級上將、領中將最高額薪俸，且二級上將職位出缺時可以優先晉任，唯1949年政府遷台之後沒有中將加上將階[24]。

- 國民政府也多次以陸軍上將階配合勳章贈與友邦政要[25]，以示友好。

### 编制
戰區（行營）>兵團（轄2至5個集團軍）>集團軍（轄3至5個方面軍/軍團）>軍團（轄2個軍）>軍（轄3至5個師）/路軍（轄2師）>師>旅>團>營>連

### 建军初期编制（1925年8月-1926年7月）

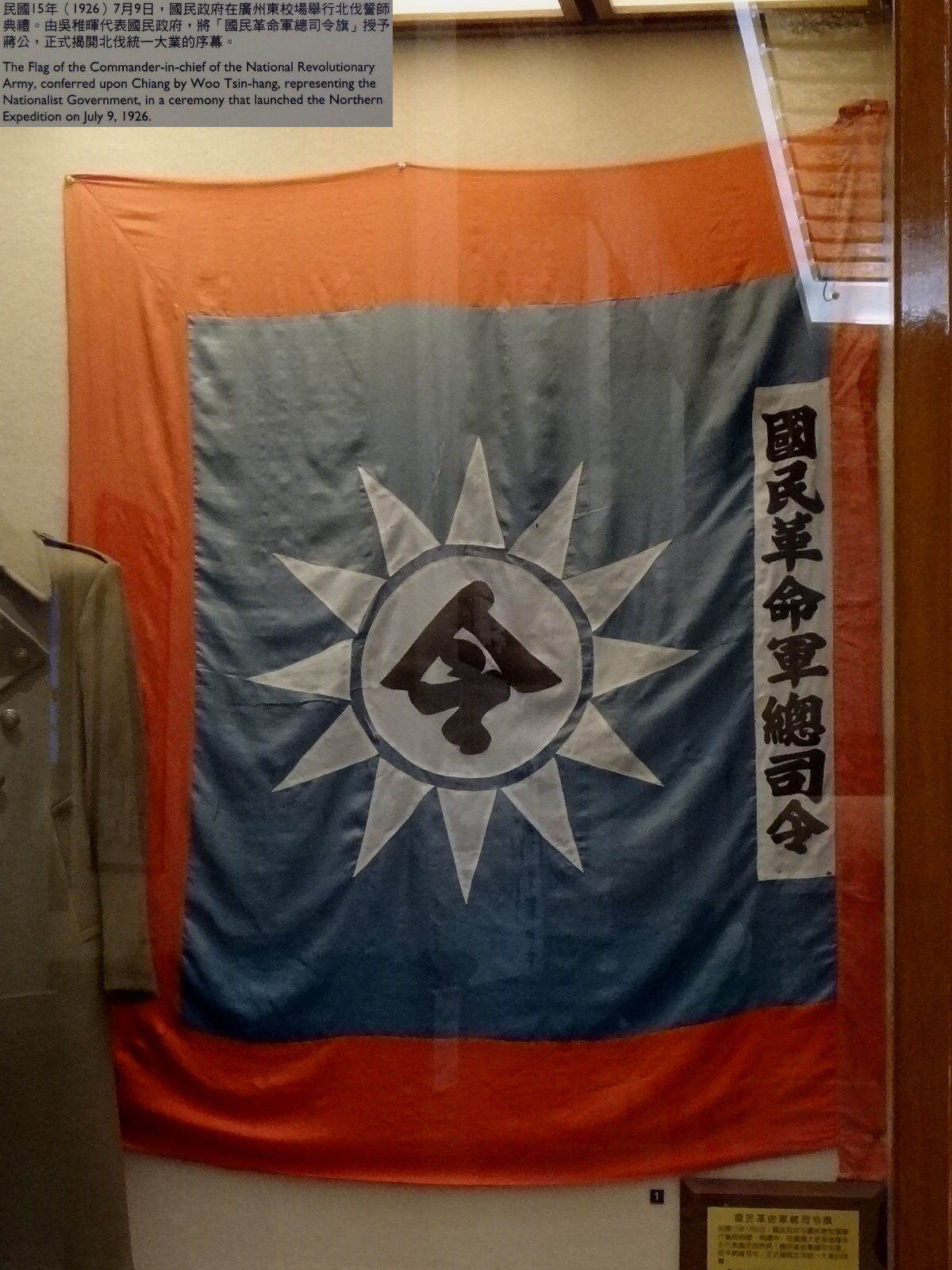
國民革命軍總司令旗

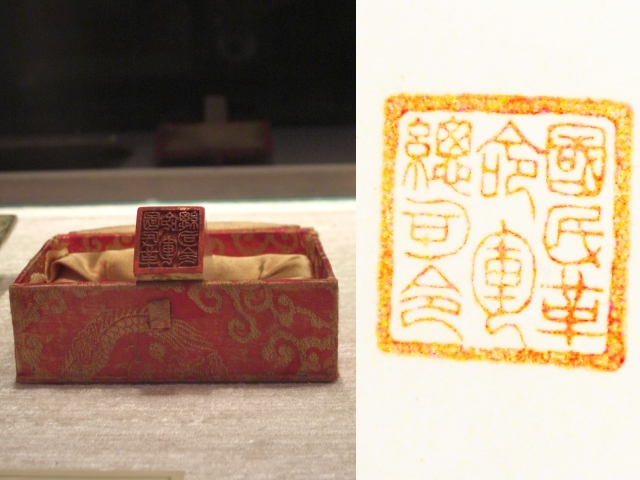
國民革命軍總司令印

国民革命军号称八个军，一至八軍軍長及黨代表分別為：（一軍）何應欽／繆斌；（二軍）譚延闓／李富春；（三軍）朱培德／朱克靖；（四軍）李濟深／廖乾五；（五軍）李福林／李朗如；（六軍）程潛／林伯渠；（七軍）李宗仁／黃紹竑；（八軍）唐生智／劉文島。
以上部隊番號序列如下：
- 國民革命軍第一軍（原黃埔黨軍）
  - 国民革命军第一师
  - 国民革命军第二师
  - 国民革命军第三师
  - 国民革命军第十四师
  - 国民革命军第二十师
- 國民革命軍第二軍（原建国湘军）
  - 国民革命军第四师
  - 国民革命军第五师
  - 国民革命军第六师
  - 国民革命军第二军教导师
- 國民革命軍第三軍（原建國滇軍）
  - 国民革命军第七师
  - 国民革命军第八师
  - 国民革命军第九师
- 國民革命軍第四軍（原建國粵軍）
  - 国民革命军第十师
  - 国民革命军第十一师
  - 国民革命军第十二师
  - 国民革命军第四军独立团
- 國民革命軍第五軍（原福軍）
  - 国民革命军第十三师
  - 国民革命军第十五师
  - 国民革命军第十六师
- 國民革命軍第六軍（原攻鄂軍、警衛軍、潮梅軍）
  - 国民革命军第十七师
  - 国民革命军第十八师
  - 国民革命军第十九师
- 國民革命軍第七軍（新桂系）
- 國民革命軍第八軍（湘系唐生智軍）

必須一提的是，此時在廣州整編國民革命軍的軍級單位因為沒有旅編制，因此團級以上直接跳師，導致一個軍實際滿編人員在一萬人左右，約等同日後改編時的步兵師。

### 北伐时期编制（1926年7月-1928年12月）

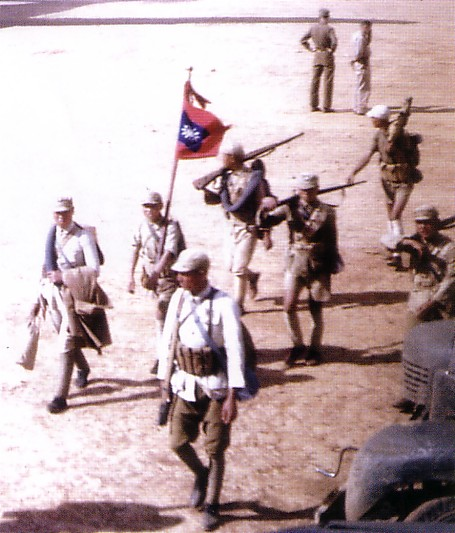
国民革命军第二十六师

一次北伐时期序列（1926年12月一1927年7月）
1926年8月，广州国民政府以贵州清乡司令部所属右路军、中路军、独立旅等部在湖南辰州改编为國民革命軍第九军。1926年8月23日，广州国民政府以黔军第2师（下辖三个旅，由原黔军第2混成旅扩编）在四川纂江改编为國民革命軍第十军，辖第28师（由黔军第2师所属三个团改编）、第29师（由黔军第2师所属三个团改编）、第30师（由黔籍新兵组成）、教导师（由黔籍新兵组成）。1926年11月27日，國民革命軍第四军以所属第十师为基础在湖北武汉扩编为第十一军。
- 國民革命軍第一軍
- 國民革命軍第二軍
- 國民革命軍第三軍
- 國民革命軍第四軍
- 國民革命軍第五軍
- 國民革命軍第六軍
- 國民革命軍第七軍
- 國民革命軍第八軍
- 國民革命軍第九軍（原黔系彭漢章軍 → 滇系金漢鼎軍）
- 國民革命軍第十軍（原黔系王天培軍）
- 國民革命軍第十一軍
  - 国民革命军第二十四师
  - 国民革命军第二十六师（后为中国工农红军第二师）
- 國民革命軍第十二軍（原任應歧豫軍）
- 國民革命軍第十三軍（原樊鍾秀豫軍）
- 國民革命軍第十四軍（原直系孫傳芳贛軍）
- 國民革命軍第十五軍（原直系吳佩孚鄂軍）
- 國民革命軍第十六軍（原滇系范石生軍）
- 國民革命軍第十七軍（原直系孫傳芳閩軍）
- 國民革命軍第十八軍
- 國民革命軍第十九軍（原直系孫傳芳浙軍）
- 國民革命軍第二十軍（原川系楊森軍）
- 國民革命軍第二十一軍（原川系劉湘軍）
- 國民革命軍第二十二軍（原川系賴心輝軍）
- 國民革命軍第二十三軍（原川系劉成勳軍）
- 國民革命軍第二十四軍（原川系劉文輝軍）
- 國民革命軍第二十五軍（原黔系周西成軍）
- 國民革命軍第二十六軍（原直系孫傳芳浙軍）
- 國民革命軍第二十七軍（原直系孫傳芳皖軍）

二次北伐时期序列（1927年7月一1928年12月）
- 国民革命军第一集团军
  - 国民革命军第一集团军第一方面军
  - 国民革命军第一集团军第二方面军
  - 国民革命军第一集团军第三方面军
  - 国民革命军第一集团军第四方面军

- 国民革命军第二集团军（原国民军）
  - 国民革命军第二集团军第一方面军
  - 国民革命军第二集团军第二方面军
  - 国民革命军第二集团军第三方面军
  - 国民革命军第二集团军第四方面军
  - 国民革命军第二集团军第五方面军
  - 国民革命军第二集团军第六方面军
  - 国民革命军第二集团军第七方面军
  - 国民革命军第二集团军第八方面军
  - 国民革命军第二集团军第九方面军

- 国民革命军第三集团军（原北方革命軍）閻錫山為總司令 （1928年2月28日，國民政府第42次會議議決，將晉閻軍改編為国民革命军第三集团军）

- 国民革命军第四集团军（新桂系）

### 整合时期编制（1928年12月-1937年7月）
1937年7月抗战爆发前，国民革命军共有步兵师183个，独立步兵旅58个，独立步兵团43个，骑兵师8个，独立骑兵旅5个，独立骑兵团3个，独立炮兵旅2个，独立炮兵团15个，独立炮兵营13个，独立工兵团2个，交通兵团3个，通信兵团2个，宪兵团11个，宪兵营2个，总兵力202.9万人。

### 抗日战争时期（1937年8月-1945年7月）

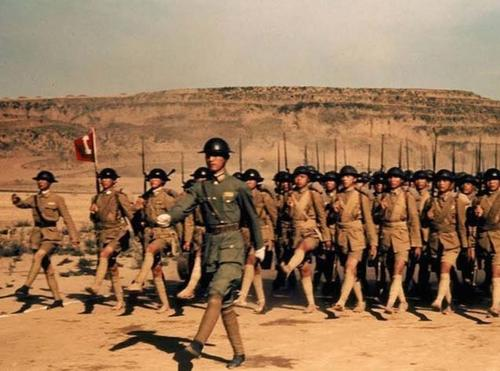
1941年時的國民革命軍部隊在陝西

1937年国军战斗序列

1938年国军战斗序列

1939年国军战斗序列

1944年国军战斗序列

### 國民革命軍之軍、師級列表
| 民國15年（1926年）7月 1. 總司令：蔣中正 2. 軍事總顧問：加倫 3. 總參謀長：李濟深 4. 副總參謀長：白崇禧 5. 政治部主任：鄧演達 6. 政治部顧問：鐵羅尼 7. 副官长：张治中 8. 前敌总指挥：唐生智 9. 前敌总指挥部参谋长：张翼鹏 10. 警卫团长：金佛庄 |

- 國民革命軍第一軍軍長：何應欽
- 國民革命軍第二軍軍長：譚延闓
- 國民革命軍第三軍軍長：朱培德
- 國民革命軍第四軍軍長：李濟深（兼任）
- 國民革命軍第五軍軍長：李福林
- 國民革命軍第六軍軍長：程潛
- 國民革命軍第七軍軍長：李宗仁
- 國民革命軍第八軍軍長：唐生智

北伐後至抗戰前新編部隊：
- 國民革命軍第九軍（1926年8月～1950年1月）
- 國民革命軍第十軍（1926年8月～1949年4月）
- 國民革命軍第十七軍（1926年10月～1949年11月）
- 國民革命軍第十八軍（1930年8月～1956年5月）
- 國民革命軍第三十三軍（1927年1月～1949年4月）
- 國民革命軍第三十七軍
- 國民革命軍第五十二軍（1937年7月～1989年7月）
- 國民革命軍第五十三軍（1933年2月～1945年3月）
- 國民革命軍第五十四軍
- 國民革命軍第六十軍
- 國民革命軍第六十二軍
- 國民革命軍第六十六軍
- 國民革命軍第七十軍
- 國民革命軍第七十一軍
- 國民革命軍第七十三軍
- 國民革命軍第七十四軍（1937年9月～1949年12月）
- 國民革命軍第八十九軍（1938年2月～1949年12月）

新編軍、師：
- 國民革命軍新編第一軍
- 國民革命軍新編第二軍
- 國民革命軍新編第三軍
- 國民革命軍新編第四軍
- 國民革命軍新編第五軍
- 國民革命軍新編第六軍
- 國民革命軍新編第七軍
- 國民革命軍新編第八軍
- 國民革命軍新編第廿二師
- 國民革命軍新編第卅師
- 國民革命軍新編第卅八師

其他編制部隊：
- 國民革命軍第十八集團軍
- 國民革命軍第八路軍（粵系）
- 國民革命軍第十七路軍
- 國民革命軍第十九路軍

## 行动歷史

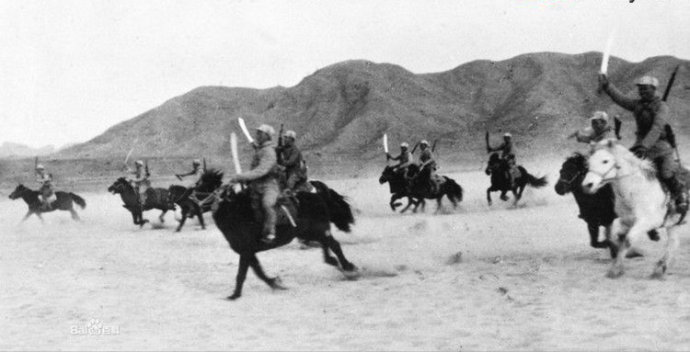
持大刀的騎兵隊衝鋒

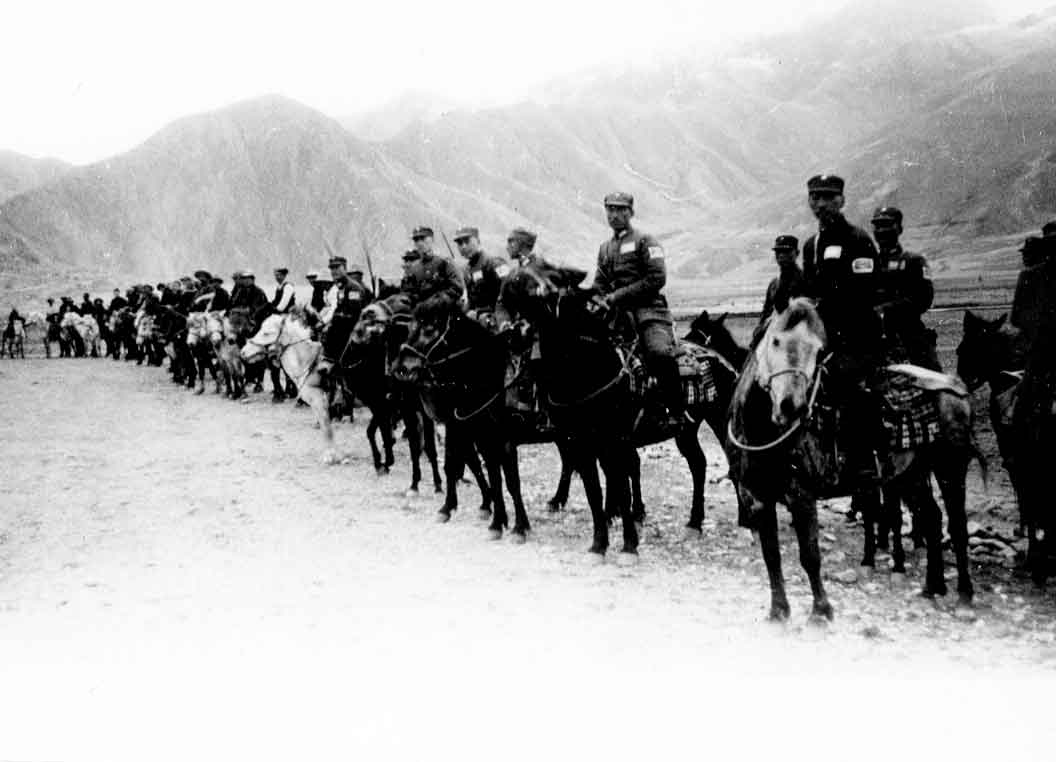
國民革命軍騎兵與地方部族武裝在一起

以下是与国民革命军直接相关的战争与战役。

### 中华民国统一时期
| - 1926年－1928年：北伐战争，交战方北洋军阀。 - 1927年：宁汉战争。 - 第一次国共内战（1927年－1937年），交战方中共南昌暴动国民革命军、中国工农革命军、中国工农红军。 - 南昌起义（1927年），交战方中共南昌暴动国民革命军。 - 秋收起义（1927年），交战方中国工农革命军。 - 湘南暴动（1927年），交战方中国工农革命军。 - 广州暴动（1927年），交战方中国工农革命军。 - 第一次反进剿（1928年），交战方中国工农红军。 - 第二次反进剿（1928年），交战方中国工农红军。 - 第三次反进剿（1928年），交战方中国工农红军。 - 第一次江西剿共（1930年－1931年），交战方中国工农红军。 - 第二次江西剿共（1931年），交战方中国工农红军。 - 第三次江西剿共（1931年），交战方中国工农红军。 - 商潢战役（1932年），交战方中国工农红军。 - 赣州战役（1932年），交战方中国工农红军。 - 苏家埠战役（1932年），交战方中国工农红军。 - 漳州战役（1932年），交战方中国工农红军。 - 潢光战役（1932年），交战方中国工农红军。 - 第四次江西剿共（1933年），交战方中国工农红军。 - 仪南战役（1933年），交战方中国工农红军。 - 第五次江西剿共，交战方中国工农红军。 - 中国工农红军长征（1934年－1936年），交战方中国工农红军。 - 直罗镇战役（1935年），交战方中国工农红军。 - 东征战役（1936年），交战方中国工农红军。 - 西路军西征（1936年－1937年），交战方中国工农红军。 | - 蒋桂战争（1929年），交战方新桂系国民革命军。 - 中东路战争（1929年），交战方苏联紅軍。 - 中原大战（1930年），交战方晋系、冯系、新桂系国民革命军 - 九一八事变（1931年－1932年），交战方大日本帝國陸軍關東軍。 - 一·二八事变（1932年），交战方日本帝國陸軍。 - 福建事变（1933年），交战方粤系国民革命军第十九路军。 - 热河抗战（1933年），交战方日本帝國陸軍。 - 长城抗战（1933年），交战方日本帝國陸軍。 - 苏联入侵新疆（1934年），交战方苏联紅軍。 - 绥远抗战（1936年），交战方日本帝國陸軍。 |

### 抗日战争时期

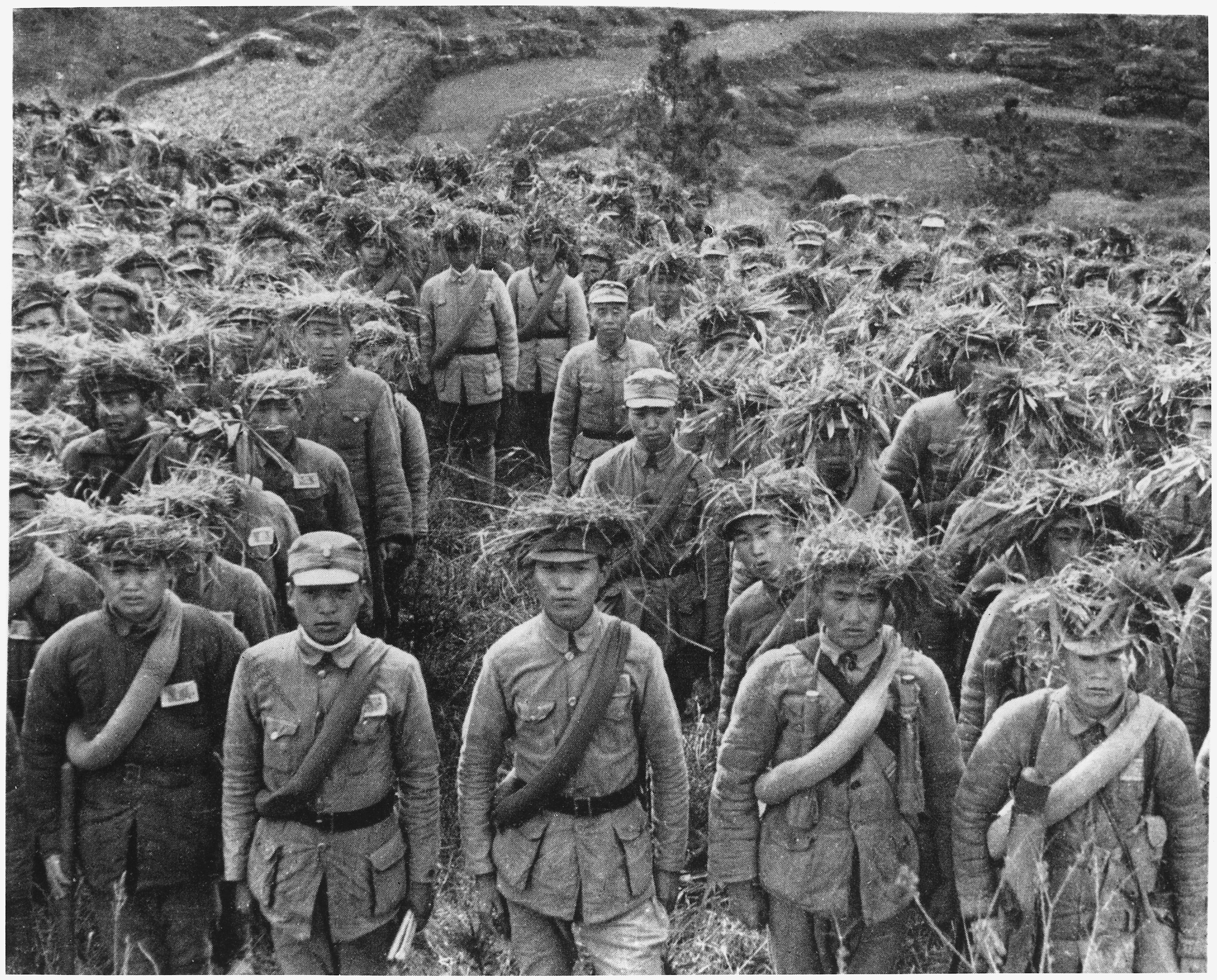
抗戰時期的國民革命軍

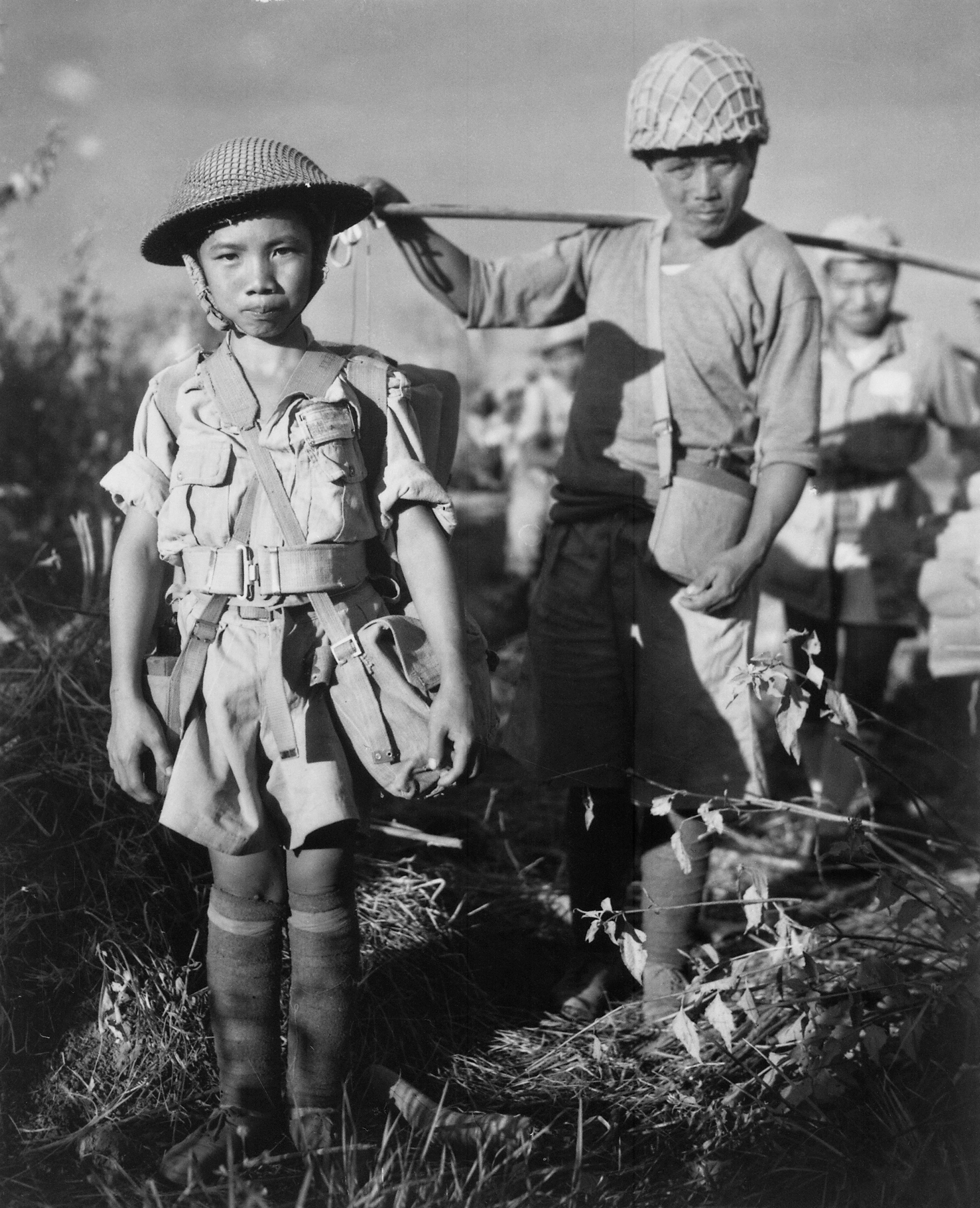
民國33年五月，一位10歲國民革命軍士兵被分派到緬甸防禦中國邊界

- 抗日战争（1937年－1945年），交战方大日本帝国支那派遣軍、国民革命军第十八集团军、国民革命军陆军新编第四军。
  - 卢沟桥事变（1937年），交战方日本帝國陸軍。
  - 平津作战（1937年），交战方日本帝國陸軍。
  - 太原会战（1937年），交战方日本帝國陸軍。
  - 淞沪会战（1937年），交战方日本帝國陸軍。
  - 南京保衛战（1937年），交战方日本帝國陸軍。
  - 徐州会战（1938年），交战方日本帝國陸軍。
  - 兰封会战（1938年），交战方日本帝國陸軍。
  - 武汉保衛战（1938年），交战方日本帝國陸軍。
  - 广州战役（1938年），交战方日本帝國陸軍。
  - 南昌会战（1939年），交战方日本帝國陸軍。
  - 随枣会战（1939年），交战方日本帝國陸軍。
  - 第一次长沙会战（1939年），交战方日本帝國陸軍。
  - 桂南会战（1939年－1940年），交战方日本帝國陸軍。
  - 枣宜会战（1940年），交战方日本帝國陸軍。
  - 豫南会战（1941年），交战方日本帝國陸軍。
  - 上高会战（1941年），交战方日本帝國陸軍。
  - 晋南战役（1941年），交战方日本帝國陸軍。
  - 福州戰役（1941年），交战方日本帝國陸軍。
  - 第二次长沙会战（1941年），交战方日本帝國陸軍。
  - 第三次长沙会战（1941年－1942年），交战方日本帝國陸軍。
  - 香港保卫战（1941年），国民革命军在广东惠州接应逃出的少量英军，未参与战斗[26]。
  - 滇湎路战役（1942年），交战方日本帝國陸軍。
  - 浙赣战役（1942年），交战方日本帝國陸軍。
  - 鄂西战役（1943年），交战方日本帝國陸軍。
  - 常德会战（1943年），交战方日本帝國陸軍。
  - 滇西缅北战役（1943年－1945年），交战方日本帝國陸軍。
  - 豫湘桂会战（1944年），交战方日本帝國陸軍。
  - 密支那战役（1944年），交战方日本帝國陸軍。
  - 长衡会战（1944年），交战方日本帝國陸軍。
  - 第四次长沙会战（1944年），交战方日本帝國陸軍。
  - 衡阳保卫战（1944年），交战方日本帝國陸軍。
  - 腾冲战役（1944年），交战方日本帝國陸軍。
  - 福州戰役（1944年），交战方日本。
  - 湘西會戰（1945年)，交戰方日本帝國陸軍。
- 国共摩擦（1937年－1945年），交战方国民革命军第十八集团军、国民革命军陆军新编第四军。
  - 晋西事变（1939年），交战方国民革命军第十八集团军。
  - 黄桥战役（1940年），交战方国民革命军陆军新编第四军。
  - 皖南事变（1941年），交战方国民革命军陆军新编第四军。

### 第二次国共内战时期
- 第二次国共内战（1945年至今[註 1]），交战方国民革命军第十八集团军、国民革命军陆军新编第四军、中国人民解放军。
  - 1945年国共冲突（1945年），交战方国民革命军第十八集团军、国民革命军陆军新编第四军。
  - 中原突围（1946年），交战方国民革命军第十八集团军、国民革命军陆军新编第四军。
  - 苏中战役（1946年），交战方中国人民解放军。
  - 大同集宁战役（1946年），交战方中国人民解放军。
  - 定陶战役（1946年），交战方中国人民解放军。
  - 巨野战役（1946年），交战方中国人民解放军。
  - 四平战役（1946年），交战方中国人民解放军。
  - 临江战役（1946年－1947年[註 2]），交战方中国人民解放军。
  - 陕北战役（1947年），交战方中国人民解放军。
  - 孟良崮战役（1947年），交战方中国人民解放军。
  - 运城战役（1947年），交战方中国人民解放军。
  - 东北1947年夏季战役（1947年），交战方中国人民解放军。
  - 东北1947年秋季战役（1947年），交战方中国人民解放军。
  - 东北1947年冬季战役（1947年），交战方中国人民解放军。
  - 莱阳战役（1947年），交战方中国人民解放军。
  - 北塔山事件（1947年），交战方蒙古人民军。